# Ryo Kawasaki
Ryo Kawasaki (Japans: 川崎 燎, Kawasaki Ryō) (Kōenji, 25 februari 1947 – Tallinn, 13 april 2020) was een Japanse jazzgitarist, -componist en orkestleider, vooral bekend als een van de eerste muzikanten die het fusion-genre ontwikkelden en populair maakten en omdat ze hielpen bij de ontwikkeling van de gitaarsynthesizer in samenwerking met de Roland Corporation en Korg. Zijn album Ryo Kawasaki and the Golden Dragon Live was een van de eerste volledig digitale opnamen en hij creëerde de Kawasaki Synthesizer voor de Commodore 64. In de jaren 1960 speelde hij met verschillende Japanse jazzbands en vormde hij ook zijn eigen bands. Begin jaren 1970 verhuisde hij naar New York, waar hij zich vestigde en samenwerkte met onder meer Gil Evans, Elvin Jones, Chico Hamilton, Ted Curson en Joanne Brackeen. Halverwege de jaren 1980 stopte Kawasaki met het uitvoeren van muziek ten gunste van het schrijven van muzieksoftware voor computers. Hij produceerde ook verschillende technodance-singles, richtte zijn eigen platenmaatschappij Satellites Records op en keerde later terug naar jazz-fusion in 1991.

## Biografie

### Het vroege leven (1947-1968)
Ryo Kawasaki werd geboren op 25 februari 1947 in Kōenji, Tokio, terwijl Japan nog steeds herstelde van de vroege periode na de Tweede Wereldoorlog. Zijn vader Torao Kawasaki was een Japanse diplomaat die sinds 1919 voor het Japanse Ministerie van Buitenlandse Zaken had gewerkt. Torao werkte bij verschillende Japanse consulaten en ambassades, waaronder in San Francisco, Honolulu, Fengtian (toen de hoofdstad van Mantsjoerije, nu Shenyang in China), Shanghai en Peking. Ryo's moeder Hiroko was ook meertalig en sprak Duits, Russisch, Engels en Chinees naast haar moedertaal Japans. Hiroko groeide op in Mantsjoerije en ontmoette daarna Torao in Shanghai. Torao was al 58 jaar oud toen Ryo als enig kind werd geboren.
Kawasaki's moeder moedigde hem aan om piano- en balletlessen te nemen. Hij volgde zanglessen en notenleer op 4-jarige leeftijd en vioollessen op 5-jarige leeftijd en las al muziek voordat hij naar de basisschool ging. Als leerling ontwikkelde hij zijn fascinatie voor astronomie en elektronica (hij bouwde zijn eigen radio's, tv's en audiosystemen, waaronder versterkers en luidsprekers, evenals telescopen). Op 10-jarige leeftijd kocht hij een ukelele en op zijn 14e kreeg hij zijn eerste akoestische gitaar. Het album Midnight Blue van Kenny Burrell en Stanley Turrentine inspireerde Ryo om jazz te studeren.
Op de middelbare school begon hij rond te hangen in koffiehuizen met livemuziek, vormde een jazzensemble en bouwde een elektronisch orgel dat diende als een primitieve synthesizer. Tegen de tijd dat hij 16 was, speelde zijn band professioneel in cabarets. Hoewel hij regelmatig muziek bleef spelen, woonde hij de Nippon University bij, studeerde kwantumfysica en behaalde zijn bachelor of Science. Op dat moment slaagde hij er niet in om zijn voornaamste interesse en intuïtieve overtuiging te bewijzen, namelijk dat de snelheid (versnelling) van de zwaartekracht veel groter moet zijn dan de snelheid van het licht. Hij gaf ook wat les en was jurylid voor wedstrijden op de jazzschool van de Yamaha-muziekinstrumentenfabrikant. Daarnaast werkte hij als geluidstechnicus voor het Japanse Victor Records en BGM/TBS Music, waar hij leerde mixen en monteren.

### Vroege carrière in Japan (1969-1973)
Hij nam zijn eerste soloalbum op voor Polydor Records op 22-jarige leeftijd. Hoewel hij bleef optreden met zijn jazzband en op jonge leeftijd werd uitgeroepen tot #3 jazzgitarist in een Japanse jazzpeiling, bracht Kawasaki het grootste deel van de volgende drie jaren als studiomuzikant door met het maken van reclame-jingles tot popsongs en talloze radio- en tv-optredens. Hij nam zijn tweede album op voor Toshiba op 24-jarige leeftijd. Hij speelde met B.B. King op een bluesfestival en ontmoette ook George Benson (ze jamden vijf uur bij Kawasaki thuis).
Hij heeft ook opgenomen en gewerkt met opmerkelijke Japanse jazzmuzikanten zoals drummer Takeshi Inomata en Sound Limits, saxofonist Jiro Inagaki en Soul Mates, saxofonist Keiichiro Ebisawa, saxofonist Seiichi Nakamura, pianist Masahiko Sato (佐藤 允 彦), saxofonist Hidehiko 松本) en vele anderen.

### Ontwikkelingen in New York (1973-2002)
1973-1979 (als gitarist)
In 1973 arriveerde Kawasaki in New York. Een vriend haalde hem op van het vliegveld en bood hem onmiddellijk een optreden aan met Joe Lee Wilson die speelde in het Lincoln Center als onderdeel van het Newport Jazz Festival. Al snel jamde Kawasaki regelmatig als onderdeel van het loftcircuit van de jazzgemeenschap en werd hij uitgenodigd om met Bobbi Humphrey te spelen. Een paar maanden later nodigde Gil Evans Kawasaki uit om lid te worden van The Gil Evans Orchestra (David Sanborn, Howard Johnson, Tom Malone, Lew Soloff), dat toen werkte aan een jazzopname van Jimi Hendrix-composities, The Gil Evans Orchestra Plays the Music of Jimi Hendrix. Hendrix had het concept met Evans bedacht, maar Jimi overleed een week voordat het project in 1970 begon. Kawasaki speelde ook op het Gil Evans-album There Comes a Time bij RCA Records, met Tony Williams op drums. Kawasaki repeteerde een maand lang met de derde editie van Tony Williams' trio Lifetime met bassist Doug Rauch, die destijds samenwerkte met Carlos Santana, maar Tony vertrok om een jaar in Europa door te brengen voordat de band de kans kreeg om in het openbaar op te treden.
Kawasaki trad in de voetsporen van Jim Hall, Gábor Szabó en Larry Coryell door gitarist te worden in de Chico Hamilton Band, te spelen op een Amerikaanse tournee en te werken aan verschillende filmscores die Chico opnam in Hollywood. Kawasaki maakte zijn debuutalbum Juice in 1976 voor RCA en was een van de eerste Japanse jazzartiesten die tekende bij een groot label in de Verenigde Staten. Sidemen van het project waren onder meer Tom Coster (Carlos Santana) en Sam Morrison (Miles Davis). Kawasaki volgde die opname met de twee albums Prism en Eight Mile Road voor het Japanse label East Wind. Hij sloot zich ook aan bij de Elvin Jones Band voor een tournee van een jaar door Noord- en Zuid-Amerika en Europa. In 1978 stopte Kawasaki met het toeren met andere bands en keerde hij terug naar zijn eigen projecten.
Hij verkende Music of India, leerde raga's en nam het Audio Fidelity-album Ring Toss op, dat oosterse en westerse muziek combineerde. Met Dave Liebman nam hij Nature's Revenge op voor het Duitse MPS-label en toerde door Europa. Ryo toerde ook op Europese jazzfestivals met Joanne Brackeen als piano-gitaarduo en ze namen een aantal albums op - AFT en Trinkets and Things - voor Timeless Records in Nederland. In Japan contracteerde Sony's Open Sky-label Ryo voor de drie albums Mirror of my Mind, Little Tree en Live. De laatste, opgenomen in een club in Tokio, was een van de eerste volledig digitale opnamen. Bekende muzikanten die aan die opnamen hebben deelgenomen, zijn onder meer Michael Brecker, Harvey Mason, Leon Pendarvis, Azar Lawrence, Anthony Jackson, Lincoln Goines, Badal Roy, Nana Vasconcelos, Buddy Williams, Larry Willis en Alex Blake. Hij nam ook het album Sapporo op voor het Zwitserse label America Sound in 1980 tijdens een tournee door Zwitserland en Duitsland.
1979-1990 (als uitvinder en programmeur)
Kawasaki vond zijn eigen gitaarsynthesizer uit in 1979 en gebruikte deze om van 1980 tot 1983 tal van soloshows in planetaria uit te voeren. Hij formeerde ook de jazzrockband The Golden Dragon en gaf begin jaren 1980 regelmatig concerten. Fostex ontwikkelde de eerste kwart-inch-tape, acht-sporen recorder, A8 genaamd, samen met de 2-track mastering machine A2 en vroeg Kawasaki om de eerste artiest te zijn die het zou gebruiken. Hij nam het album Ryo op in 1981 voor Philips Records en verwierf bekendheid omdat hij alle muziek zelf maakte. Hij bespeelde alleen een akoestische gitaar met nylon snaren en al zijn achtergrondnummers waren gemaakt op zijn gitaarsynthesizer, inclusief de volledige originele orkestratie van Joaquín Rodrigo's bekende Concierto de Aranjuez adagio-beweging. Het jaar daarop deed hij nog een soortgelijke opname, Lucky Lady.
Toen de Commodore 64-computer uitkwam, die de eerste computer was met een ingebouwde muzieksynthesizerchip (in tegenstelling tot een meer gebruikelijke geluidschip), raakte Kawasaki gefascineerd door de mogelijkheden. Hij leerde computerprogramma's schrijven en besteedde twee jaar lang 16 uur per dag aan het maken van de vier muzieksoftwareprogramma's Kawasaki Synthesizer, Kawasaki Rhythm Rocker, Kawasaki Magical Musicquill en Kawasaki MIDI Workstation, gedistribueerd door Sight and Sound Music. De eerste drie programma's waren voor gebruik op school en thuis en de laatste was voor professionele studio's. Hij creëerde in 1987 het volledige synthesizer-album Images en de soundtrack Pleasure Garden in 1990, voor een IMAX-film over het behoud van de bedreigde tropische regenwouden op aarde.
Van 1986 tot 1990 produceerde Kawasaki de hoog in de hitparade geplaatste serie 12-inch dance-singles Electric World, One Kiss, No Expectations, Say Baby I Love You, Don't Tell Me, Wildest Dreams, Life is The Rhythm, Pleasure Garden en Acid Heat, die freestyle, house, acid house en omgevingsgeluiden mixt. Alle productie vond plaats in zijn thuisstudio The Satellite Station en de platen werden uitgebracht bij zijn eigen label Satellites Records. Zijn band en een dancegroep traden ook veel op in danceclubs in New York. Bovendien was Kawasaki gedurende vijf jaar (1988 tot 1993) de New Yorkse producent en regisseur van de twee Japanse nationale wekelijkse muziekradioprogramma's The Music Now en Idex Music Jam. Hij werkte ook samen met de Japanse koto-meester Kicho Takano en produceerde in 1986 Crystallization.
1991-2000 (terugkeer als jazzgitarist)
Kawasaki's muzikale richting nam een nieuwe dramatische wending toen hij werd gecontracteerd door het nieuwe hedendaagse Japanse jazzlabel One Voice als artiest en platenproducent. Kawasaki's terugkeer naar de jazz en zijn eerste album voor het label, was het akoestische solo-gitaaralbum Here, There and Everywhere uit 1992 (uitgebracht bij One Voice in Japan en bij Satellites Records in de Verenigde Staten). Kawasaki heeft voor dit label geproduceerd en opgetreden op drie albums van de Braziliaanse zangeres en gitariste Camila Benson. Ryo is doorgegaan met het uitbrengen van een gestage reeks albums, waaronder het akoestische My Reverie (muziek van Bill Evans, Claude Debussy, Maurice Ravel en George Gershwin), het op elektrische jazzgitaar georiënteerde Love Within The Universe (die door het hele land veel airplay kreeg), Remixes Remixes Vol. 1 (ook met Benson), Sweet Life en de cd-publicaties Mirror of my Mind (een opname van een jazzensemble met Harvey Mason, Michael Brecker, Anthony Jackson, Leon Pendarvis en zanger Radha Shottam).
Zijn publicatie Cosmic Rhythm uit 1999 bevat de Britse zangeres Clare Foster samen met Kawasaki's ritmesectie met Victor Jones op drums en Lincoln Goines op bas. Het album bevat ook David Kikoski op piano en Shunzo Ohno op bugel. Alle nummers zijn gearrangeerd en opgenomen door Kawasaki, inclusief tien originele nummers van Ryo zelf.
In de periode 1995–1999 namen de drie hiphopartiesten Puff Daddy, Kool G Rap en Keith Murray Kawasaki's originele compositie Bamboo Child op op hun nieuwste albums, meer dan twintig jaar na de oorspronkelijke opname.
Ontwikkelingen in Estland en daarbuiten (2000-2020)
In 2001 bracht Kawasaki het live studioalbum Reval uit, opgenomen in Tallinn, Estland met de Estse muzikanten Toivo Unt op bas, Aivar Vassiljev op drums en Kristi Keel op Engelse hoorn.
Zijn andere projecten zijn onder meer componist, muziekregisseur en gitarist van het jazzballet Still Point voor het Estonian National Opera House in 2000-2002. Dit ballet werd gechoreografeerd door Russell Adamson, een inheemse Jamaicaan die in Helsinki woont.
Kawasaki bracht in 2002 zijn derde akoestische gitaarsolo-album E uit.
Vanaf 2000 breidde Kawasaki zijn live-optredens verder uit naar jazzfestivals in Rusland en de Baltische regio. Zijn kwartet speelde op het Rigas Ritmi Jazz Festival in Riga, Letland, Pori en andere jazzfestivals in Finland, Oekraïne, Litouwen en het Saransk Jazz Ark Festival. Hij trad ook meerdere keren op op het Nõmme Jazz Festival in Estland, terwijl hij assisteerde bij de productie van dit jazzfestival.
Kawasaki's projecten in 2005-2008 omvatten een trio-project met de Amerikaanse drummer Brian Melvin en de Estse bassist Toivo Unt onder de naam Art of Trio, optredens op verschillende locaties in Finland, Zweden en de Baltische staten en optredens met de Estse zangeres Jaanika Ventsel. Terwijl ze ook toerde en opnam in Japan voor het duoproject met bassist Yoshio 'Chin' Suzuki (鈴木 良 雄), werd hun duo-cd Agana uitgebracht in februari 2007.
In 2008 vormde Kawasaki een jazzensemble met de Estse pianist/toetsenist Tõnu Naissoo. Ook zijn tweede duo-cd met Yoshio 'Chin' Suzuki (鈴木 良 雄) en de eerste cd met Art of Trio werden in 2009 voltooid en uitgebracht, terwijl zijn compositie Raisins werd opgenomen bij het Grand Theft Auto IV-radiostation Fusion FM. in 2008.
Van 2009 tot 2011 breidde Kawasaki zijn optredens in Libanon verder uit met de Syrische bassist Omar Harb en de Libanese drummer Fouad Afra. Het album Live in Beirut dat Kawasaki opnam met de Libanese organist Arthur Satyan en drummer Fouad Afra werd uitgebracht in 2011.
Overlappend in dezelfde periode, beginnend in 2007, ontwikkelde Kawasaki geleidelijk zijn vierde akoestische gitaarsolo-album Spain in Tallinn, Estland, dat uiteindelijk werd uitgebracht in 2012.
In 2014 ontdekte Kawasaki een jongere generatie Estse muzikanten die hem inspireerden om zijn fusion jazzrockgeluid verder te ontwikkelen met behulp van zijn eigen composities. Zijn aandacht voor deze richtingen was enigszins vervaagd na opnamen in de vroege jaren 1980 met zijn band Golden Dragon. In het voorjaar van 2016 formeerde Kawasaki het  kwartet Level 8, exclusief met de Estse muzikanten Raun Juurikas (keyboards), Kaarel Liiv (elektrische bas) en Eno Kollom (drums). Level 8 voltooide de opnamen van een titelloos album dat zich richtte op de composities van Kawasaki uit zowel het verleden als het heden met een funk/fusion/jazz-rockgeluid. In maart 2017 kwam het album Level 8 uit.
In april 2016 bracht het Britse onafhankelijke label Nun Northernsoul de vinyl-ep Selected Works 1979 to 1983 by Ryo Kawasaki uit. In april 2017 verscheen de vinyl-ep Selected Works Part 2 - 1976 tot 1980 by Ryo Kawasaki.

## Overlijden
Ryo Kawasaki overleed in april 2020 op 73-jarige leeftijd.

## Discografie

### Als leader
- 1976: Prism (East Wind Records)
- 1976: Juice (RCA)
- 1977: Ring Toss (Chiaroscuro)
- 1978: Eight Mile Road (East Wind)
- 1978: Nature's Revenge (MPS)
- 1979: Mirror of My Mind (Satellites)
- 1980: Little Tree
- 1980: Live (Openskye)
- 1982: Featuring Concierto De Aranjuez (Philips)
- 1983: Lucky Lady (Continental)
- 1987: Images (Ryka)
- 1993: My Reverie (Videoarts)
- 1994: Remixes Remixes Vol. 1 (One Voice/Satellites)
- 1994: Love within the Universe (Videoarts)
- 1995: Plays Solo Guitar Here There and Everywhere (Videoarts)
- 1996: Sweet Life (Videoarts)
- 1999: Cosmic Rhythm (One Voice)
- 2007: Agana with Yoshio Chin Suzuki (DIW)
- 2009: Late Night Willie met Yoshio Chin Suzuki (Studio Songs)
- 2011: Live in Beirut 2011 (Studio Songs)
- 2012: Plays Solo Guitar: Spain (Studio Songs)
- 2017: Level 8 (Vivid Sound)
- 2019: Giant Steps (Studio Songs)
- 2019: Level 8 Live (Studio Songs)

### Als sideman
- 1970: Takeshi Inomata, Sounds of Sound L.T.D. (Columbia)
- 1971: Steve Marcus & Jiro Inagaki, Something (Columbia)
- 1974: Gil Evans, The Gil Evans Orchestra Plays the Music of Jimi Hendrix (RCA, Victor)
- 1975: Cedar Walton, Mobius (RCA)
- 1976: Elvin Jones, The Main Force (Vanguard)
- 1976: Joe Lee Wilson, What Would It Be Without You (Survival)
- 1976: Gil Evans, There Comes a Time (RCA)
- 1977: Sam Morrison, Dune (East Wind)
- 1977: Elvin Jones, Time Capsule  (Vanguard)
- 1978: Joanne Brackeen, Trinkets and Things (Timeless)
- 1978: Minoru Muraoka, Osorezan Suite (Yupiteru)
- 1978: Joanne Brackeen, AFT (Timeless)
- 1979: Clint Houston, Inside the Plain of the Elliptic (Timeless)
- 1979: Masahiko Satoh, All-in All-Out (Openskye)
- 1980: Shigeharu Mukai, Pleasure (Better Days)
- 1980: Ted Curson, I Heard Mingus (Trio)
- 1982: Gato Barbieri, Bahia (Fania)
- 1983: Teo Macero, Impressions of Charles Mingus (Palo Alto)
- 1984: Teo Macero, Fusion (Europa)
- 1985: Teo Macero, Acoustical Suspension (Doctor Jazz)
- 1997: John Clark, I Will (Postcards)
- 2007: Masahiko Satoh, Bridge Over Troubled Water (Columbia)

## Software
- 1984: Kawasaki Synthesizer
- 1984: Kawasaki Rhythm Rocker
- 1985: Kawasaki Magical Musicquill
- 1986: Kawasaki Midi Workstation

## Video en film
- 1979: Different Drummer met Elvin Jones
- 1982: Jazz in Exile Documentary